# Kostel svatého Václava (Kozojedy)
Kostel svatého Václava v Kozojedech se nachází v okrese Jičín. Náleží pod biskupství královéhradecké, jičínský vikariát, Římskokatolická farnost – děkanství Kopidlno. Kostel byl zapsán do státního seznamu kulturních památek před rokem 1988.

## Historie
První zmínky o kostelu pocházejí z roku 1368. Římskokatolický filiální kostel svatého Václava dnešní podoby byl postaven v roce 1689. V roce 1718 byl opravován. V roce 1803 byl kostel omítnut. V roce 1913 byl rekonstruován na popud Musejního spolku v Novém Bydžově.

## Architektura
Orientovaná jednolodní dřevěná stavba obdélníkového půdorysu s trojbokým závěrem, kruchta je částečně podepřená deseti sloupy. Střecha strmá valbová krytá šindelem se sanktusníkem s jehlanovitou stříškou. Vazní trámy hambálkového krovu přesahují stěny kostela a jsou podepřeny řezbou zdobenými dřevěnými krakorci. K severní stěně kněžiště je přistavěna zděná čtvercová sakristie. K jižní straně lodi je přisazena roubená síň.
K výstavbě byla použitá dubová prkna (trhanice) o síle 20–25 cm, šířce kolem 50 cm do délky 10 m.

## Interiér
Interiér je barokní z let 1718–1722. Strop lodi prkenný, kazetový s polychromovanou malbou s renesančními motivy. Polychromií je zdobena kruchta a lavice. Půlkruhově klenutý vítězný oblouk má rozpětí 5,65 m, je přepásán řezaným sponovým trámem na němž je nápis s chronogramem 1689 (latinsky: PropItIVs sIs JesV popVLo qVI tVo, CrVore reDeMptVs est, česky: Milostiv buď, Ježíši, Iidu, jenž tvým utrpením vykoupen jest). Hlavní oltář je z roku 1722 se sochami českých patronů nese obraz sv. Václava, nástavec zdobí obraz Navštívení Panny Marie. Boční portálové oltáře jsou z roku 1718. Na epištolní straně se nachází oltář s obrazem sv. Antonína Paduánského, na evangelijní straně je boční oltář s obrazem sv. Jana Křtitele. Kazatelna z roku 1722 je zdobená řezbou čtyř evangelistů.
V roce 1961 byly v kostele varhany přenesené z Chroustova pocházející z roku 1722.

## Zvonice
V blízkosti kostela stojí dřevěná stupňovitá zvonice se šikmou spodní části, půdorys je osmiúhelníkový o hranách 3,25 m a 5,80 m, konstrukce štenýřovo-vzpěradlové, bedněná prkny, zakončena jehlanovou střechou krytou šindelem. Zvonice vysoká 13 m pochází z roku 1689. Ve zvonici byly tři zvony. Dochoval se zvon o výšce 1,10 m a průměru 0,95 m z roku 1612. Ostatní zvony byly rekvírovány.

## Ostatní
- Kostel je uprostřed hřbitova otočen ohradní zdí, která je tvořena pískovcovými sloupky mezi nimiž jsou položené dřevěné fošny.
- Uvnitř kostela ve zdi je náhrobek Václava Stráňovského z roku 1568.
- Kostel je součástí  naučné stezky Vysoké Veselí–Kákovice–Veselý Háj–Velešice–Sběř–Kozojedy–Češov s odbočkou na valy–Volanice–Vysoké Veselí[10]

## Galerie

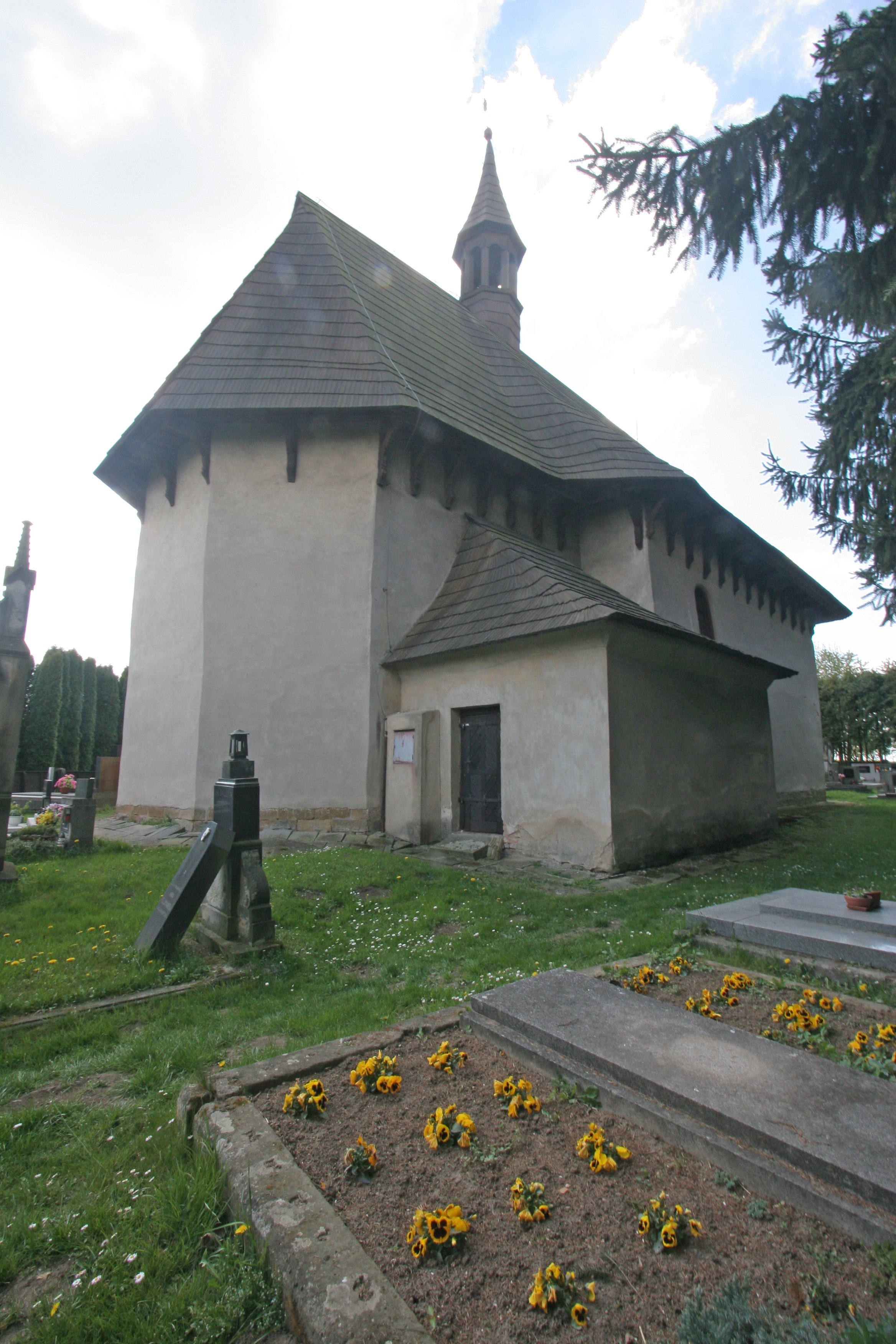
Trojboký závěr a sakristie
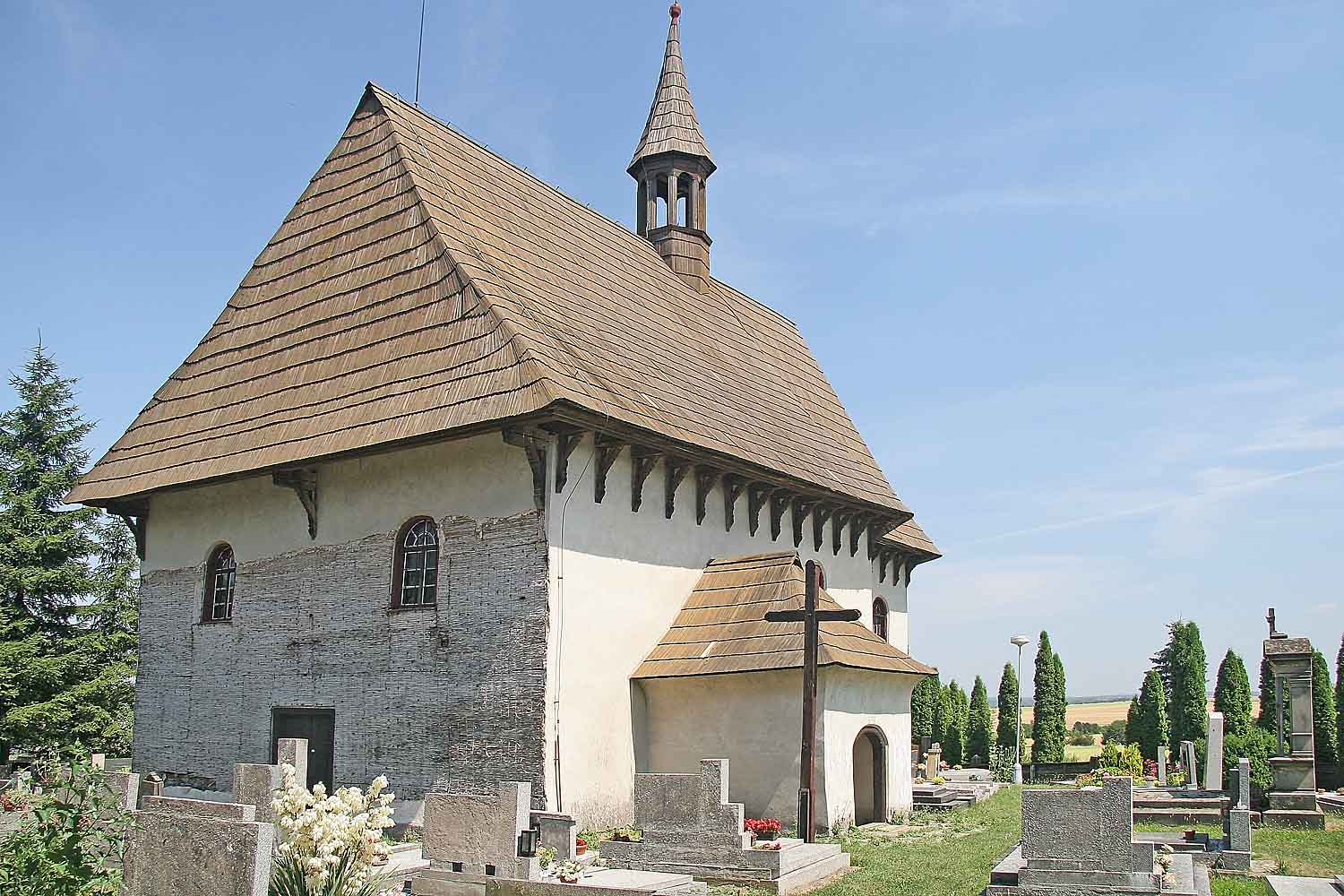
Západní průčelí a vstupní předsíň
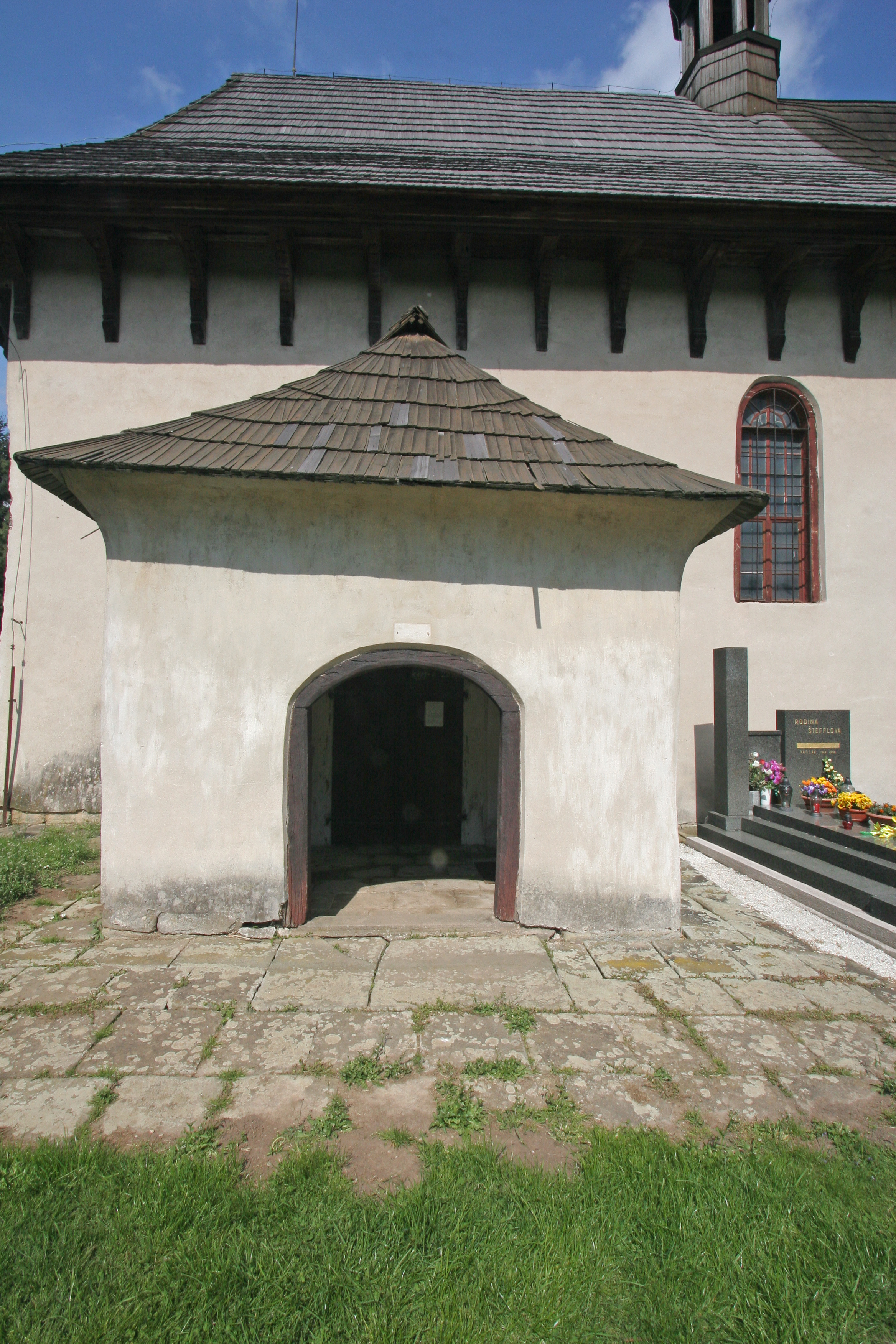
Předsíň
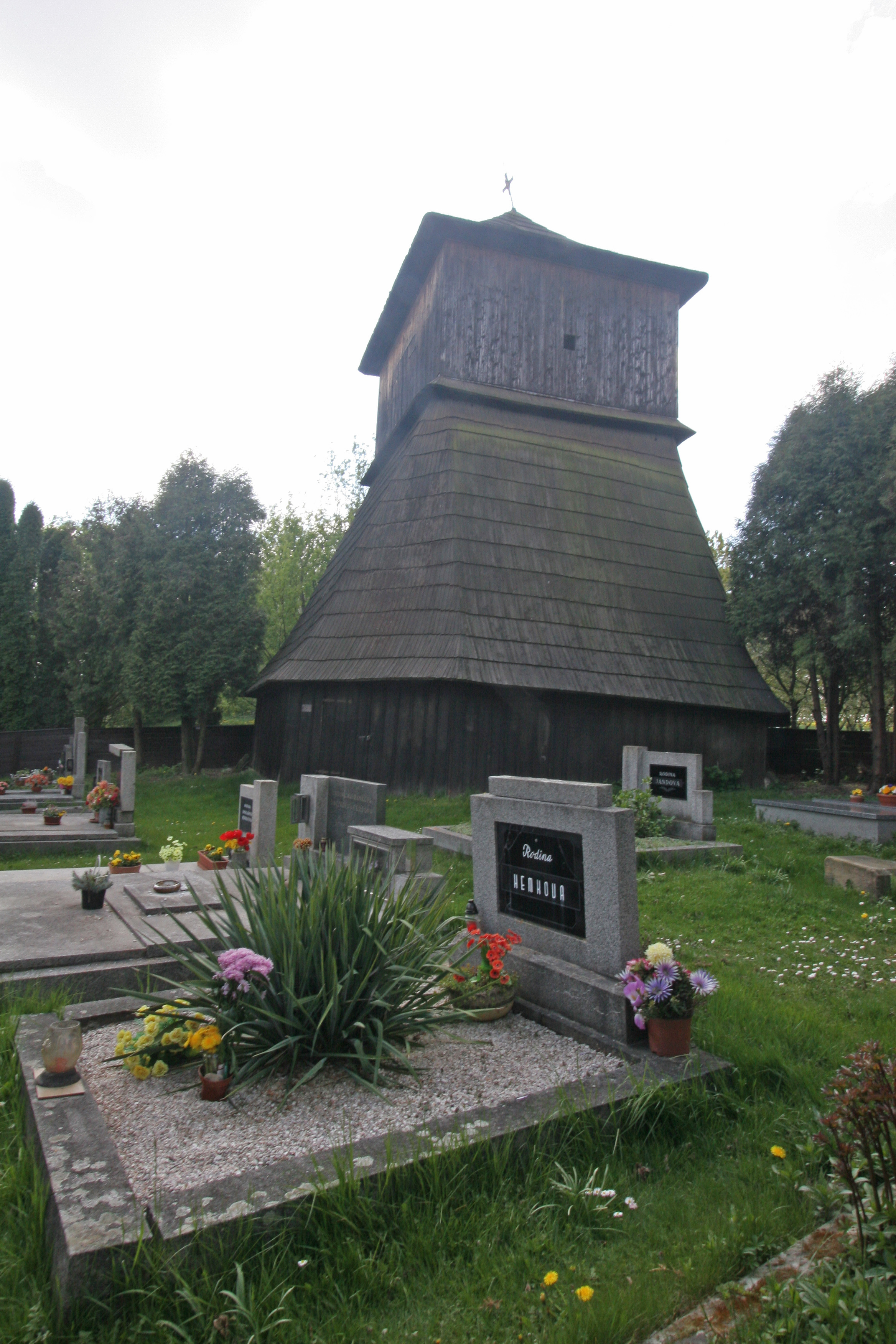
Zvonice